# Мартим Анес де Соверос
Мартим Анес де Совероса, познат као О Тио (око 1250 - 25. август 1295), био је значајан португалски племић из друге половине 13. века, на двору краља Диниса I у Португалу. Подржан породичном мрежом коју су створили његови преци, Мартим је постао симбол опоравка престижа Куће Совероса у Португалу. Међутим, и његовом смрћу породица је биолошки изумрла.

## Ране године
Рођен вероватно око 1250. године, Мартим је био једини син Жоаоа Жила де Соверосе и његове жене Констансе Гил де Риба де Визеле. Његов отац је, дакле, био полубрат Мартима Гила де Соверосе, који је важио за миљеника краља свргнутог 1248. године, Санча II од Португала, а такође и трубадура Васка Гила де Соверосе. Мајка му је, била ћерка значајног магната Гила Мартинса де Риба де Визела, мајордома краља Афонса III од Португала, и Марије Анес да Маје, првенца Жоаоа Пиреса, господара Маје.
Породица је средином тог века доживела компликовану ситуацију: улога Совероса је добила посебан значај управо између 30-их и 40-их година, када је Мартим Гил де Совероса имао велики утицај на португалску курију. Узимајући у обзир да је он био десна рука краља Санча II Португалског, породица је стала на страну монарха, постајући једна од породица које су се супротстављале странци грофа Афонса де Болоње, у сукобу 1245. године. Гроф од Болоње прогласио се за победника у сукобу 1247, а краљ Санчо II, свргнут булом папе Иноћентија IV, дефинитивно је напустио Португал и склонио се у Толедо. Совероса је пратио свргнутог монарха у изгнанство у Кастиљу.
Међутим, Мартимов отац, Жоао Гил де Совероса, вратио се у Португал у пратњи инфанте Беатриз, када се она 1253. године, преселила у Португал да се уда за тадашњег португалског краља Афонса III. Тамо је Жоао постигао извесну стабилност када се оженио ћерком тадашњег мајордома, Гил Мартинс де Риба де Визела. Трубадур Васко Гил де Совероса се такође вратио у Португал, где је био 1258. године.

## Долазак на двор
Мартим Анес је почео да добија на значају на португалском двору од 1280-их, вероватно мотивисан блискошћу коју је имао са Беатриз од Кастиље, његовом блиском рођаком, а потом и краљицом Португала, која је увек водила рачуна о Мартимовим интересима. Упркос његовој близини двору, није добио никакав палатински положај док је боравио на двору, што је период који ће покривати први део владавине краља Диниса I. Међутим, примио је значајног поручника Соусе, повезаног са његовим прецима још од брака његовог прадеде Васка Фернандеса де Соверосе са Терезом Гонсалвес де Соуса.

### Брак
Вероватно су на португалском двору краљ Динис I од Португала и краљица Изабела од Арагона схватили потребу породице да повећа свој утицај и престиж, и договорили су 1285. или 1288. године, брак са Ватацом Ласкарис (1268-1336), унуком по мајци. претпоследњег византијског цара са седиштем у Никеји, цара Теодора II Ласкариса. Она је, дакле, била принцеза значајног грчког порекла која је пратила пратњу нове португалске краљице 1282. године, и која је обећала да ће донети царску крв породици Совероса. Упркос разлици у годинама невесте и младожење (вероватно око десет година), тврдило се да је то било сврсисходно, с обзиром да је вероватно требало да олакша стварање потомства.
Краљ је био присутан када је Мартим озваничио приволегије својој жени, што је укључивало половину имовине коју је поседовао у Сантарему, и оно што је имао у Галицији и Краљевини Леону, пошто је референца на њих веома генеричка.
Мартим Анес је вероватно био свестан да је у време женидбе био последњи мушки представник породице. У ствари, њихови рођаци, синови Васка Гил де Совероса, већ су умрли: Гил Васко II де Совероса је погинуо у борби код Гувеје, а Мартим Васко II у борби против Алфајата, 1282. године. Ванбрачно дете Терезе Гил де Совероса и краља Афонса IX од Леона такође није оставио мушких потомака. Штавише, ту је сакупљена већина имовине његових рођака по оцу.

### Подршка Беатриз де Кастиља и поновно окупљање породичне имовине
Веза између Мартима и португалске краљице, његове рођаке, била је веома блиска; Бринула се о својим интересима на двору, чему су допринеле донације које је дала Мартиму, са главним циљем да ојача и концентрише, у Мартимовим рукама, имовину породице Совероса у португалским земљама: 1280. године, купио је од Ураке Афонсо де Леон, ћерке Терезе Гил де Соверосе, која је била у Аранди де Дуеро са својим мужем (и краљичиним ујаком), Педром Нунесом де Гусмаом, сву имовину коју је Урака наследила од своје мајке, за пет хиљада фунти. Дана 29. маја 1289. године, на захтев своје снахе, она је поново поклонила ову имовину, овог пута Ватаци, уз услов да, ако Ватаца умре пре њеног мужа, имовину врати њиховој деци. Ако би Мартим први умро, имовина би била враћена краљици Беатриси, а да деца пара немају право на имовину.
Када је краљ Динис I од Португала посредовао у подели имовине свог ујака, Манрикуеа Гил де Соверосе, такође 1289. године, његови нећаци, Мартим и његов други рођак, Гуиомар Гил II де Совероса, ћерка његовог блиског рођака, представили су се као његови наследници. Гил Васкуес II де Совероса. У споразуму који је дао монарх, 17. априла те године, Мартим је узео сву имовину свог стрица, дајући Гиомару 100 фунти годишњег прихода у замену.
Пошто је био представник породице у Португалу, није се придружио својој рођаки Беатриз када се она преселила у Кастиљу да би била са својим оцем, краљем Алфонсом X од Леона и Кастиље, у његовим последњим годинама живота. Беатриз су, међутим, пртили њени ујаци, Мартима Гил I де Риба де Визела и Тереса Гил де Риба де Визела.

### Управљање имовином
Мартим је наставио да прикупља породичну имовину. Он је решио завештајни ћорсокак своје тетке, Дордије Гил де Соверосе, наредивши Домингосу Пиресу, свом човеку из Сантарема, да манастиру Арука, где је она живела, преда имовину у граду која је манастиру била обећана, по њеној вољи. Овај документ је оверен његовим личним печатом, који би садржао облик штита и пет љиљана, породични грб. Годинама касније, 28. јуна 1289. године, у догађају којем су сведочили Мартим Анес Редондо, Соеиро Мендес де Мело и Жералдо Афонсо де Резенде, приор манастира Сао Домингос у Лисабону дао је Мартиму половину имовине коју је Дордиа држао у Естремадури, уз услов да се Манастиру дарује шездесет фунти годишње.
Захваљујући подршци краљице Португала, његовог рођака и разним донацијама његове породице, Мартим Анес је тако сакупио у свом поседу значајну количину добара, што га је учинило, можда, једним од најбогатијих људи на Динисовом двору И по мишљењу Геје, на пример, имао је чин и посед Авинтес, и, као и његов деда, имао је по части парохију Сеикезело, која је обухватала једанаест парохија из манастира Педросо, манастира Гријо и Санта Марија де Рокамадор. У Лусади је држао фарму у граду Лусада, а по пресуди Монтелонга држао је парохију Цепаес као посед, а тако је било још од времена његовог пра-прадеде, Гонсала Мендеса I де Соусе.

### Наслеђе Гонсала Гарсије де Соузе и испитивања из 1288.
Године 1285. преминуо је можда најпоштованији аристократа у Португалу, гроф Гонсало Гарсиа де Соуса, са завидним наслеђем на које су претендовали чланови породица разних лоза, почев од његове нећакиње Констанце Мендес де Соузе (снахе бившег мајордома Жоаоа де Соуса) и њена нећакиња, Инес Лоренсо де Валадарес (кћерка Констанцине сестре, Марије Мендес II де Соуса), коју је у овој претензији подржао њен отац Лоренсо Соарес де Валадарес. Чланови других породица су тражиле наследство, као што је Риба де Визела, а сам Мартим Анес је био један од кандидата за ову имовину, тврдећи да је наследник преко заједничког претка, Терезе Гонзалес де Соусе (сестра Менда Гонсалеса I де Соусе и супруга Васка Фернандеса де Совероса ).
Сада, пошто се спор није могао лако решити, претенденти за грофовско богатство затражили су од краља Диниса I да посредује у спору између њих и тако наложили да се крајем 1286. године, изврши истрага о грофовској имовини, која се наставила до следеће године. Ову малу истрагу пратио је Кортес од Гимараеша 1288. године, из које је произашла одлука да се спроведу нове опште истраге, исте године, што је резултирало најисцрпнијим прикупљањем података о имовини племства и свештенства тада постојећих, након чега следе пресуде изречене између 1290. и 1291. године.
На овај начин краљ успева да поврати добар део имовине за коју је, захваљујући овим истраживањима, открио да се незаконито налази у рукама племића, још једном разоткривајући злоупотребе ове класе према појединим власницима.

## Смрт и потомство
Мартим Анес је издиктирао свој тестамент 19. августа 1295. у свом дому у Гварди, а за извршитеље је именовао своју жену Ватацу, свог мајордома Гарсију Мартинса до Касала и Фреја Антонија Родригеса. У њему је Мартим тражио да буде сахрањен у манастиру Сао Франциско де Сантарем, а од своје мајке, која је још била жива, замолио је да се очеви остаци, који су се налазили у манастиру Сао Домингос де Сантарем, пренесу у његову гробницу. Не зна се, међутим, да ли је молби из тестамента удовољено, посебно зато што у поменутом манастиру нису пронађени посмртни остаци овог властелина или његовог оца.
Мартимова блискост са краљевским паром је била очигледна, јер су били присутни и краљичин капелан и службеник, као и неки чланови Мартимовог двора, као што је његов штитоноша, Родриго Анес. Близину монарсима признао је чак и краљ Ђауме II Арагонски који је у писму од 6. септембра 1294. године, упућеном Мартиму Гил I де Риба де Визела, навео Мартима Анеса као ујак португалског краља.
Његов тестамент поделио је имовину на генерички начин, по феудалном принципу. Стога је тешко утврдити даље детаље о имовини коју је он држао. Дана 1. јула 1296. године, након Мартимове смрти, његова мајка и удовица су се састале у кући Реда Хоспиталаца у Коимбри да разговарају и формализују деобу. Ватаца је добила Мартимово наследство у Естремадури; фарма Совероса у земљи Соуса; половина имовине Дордије Гил де Соверосе, Мартимове тетке, у Елвасу, и половина имовине у Лусади за коју су се обе бориле за посед са Санчом Манрикес де Соверозом, ћерком Манрикеа Гила де Соверосе. Мајка покојника наследила је поседе у Цепаес, Атаес Лордело, Церва, Атеи и такође посед Авинтес, у земљи Паноиас, и посед Рибеласа, у земљи Ламего.
Мартим је сигурно умро 25. августа 1295. године, јер је то био дан када је служена миса задушница за његову душу на главном олтару катедрале у Коимбри, којој је Ватаца оставила десет фунти.
Књиге о роду помињу Мартима као грешног [стерилног/импотентног] и није било семена. У ствари, као и његови рођаци и ујаци, Мартимов брак се показао неплодним у погледу потомака, што је вероватно последица могуће импотенције. Његов надимак, О Тио, можда је због овог проблема, и/или такође због чињенице да окупља имовину свих чланова своје породице.
Совероса су тако, као и друге важне португалске племићке породице, као што су Каса де Баиао или Каса де Соуса, биолошки изумрле након Мартимове смрти, дакле чак и пре краја 13. века. Међутим, наследство се наставило по женској линији, пошто је имовину коју је држао Мартим касније прикупио Жоао Афонсо Телес де Менесес, 1. гроф Барселоса, син Терезе Мартинс де Соверосе. Такође је усвојио, у свом грбу, грб куће Совероса, пет флеурс-де-лис, у покушају да отклони сваку сумњу у своје легитимно право на статус те породице и њене имовине.